# Las Perlas

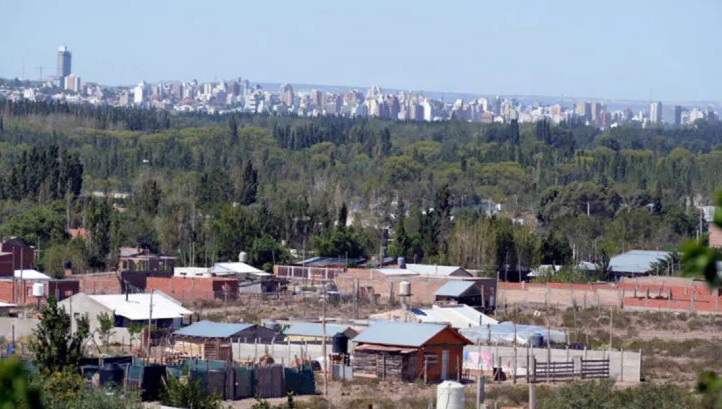
Paraje las perlas...

Las Perlas, también llamada Balsa las Perlas, es una localidad ubicada dentro del ejido de Cipolletti, en la provincia de Río Negro, al norte de la Patagonia argentina. Aunque la aglomeración principal de Cipolletti está ubicada en el departamento General Roca, Las Perlas está, formalmente, en el departamento El Cuy.
Está ubicada en la margen derecha (sur) del río Limay a unos 12 km de la confluencia con el río Neuquén. Si bien el gran valle de los ríos Limay y Negro se desarrolla en la margen izquierda (norte) en esta localidad existen unas 500 hectáreas de zonas bajas aledañas al río aprovechables para la actividad agrícola bajo riego ubicadas al oeste del aglomerado el cual se encuentra, en parte, en la zona de meseta. 
La localidad se encuentra frente a la ciudad de Neuquén separada de ella por el río. Más específicamente, se encuentra frente al barrio Valentina Sur.
En la actualidad Las Perlas no cuenta con hospital público, estación de servicio, pavimentación, luminaria pública (solo en sectores de calles principales), plazas ni espacios verdes. 
Desde años los habitantes reclaman la independización municipal, que hasta la actualidad no han tenido respuesta.

## Historia

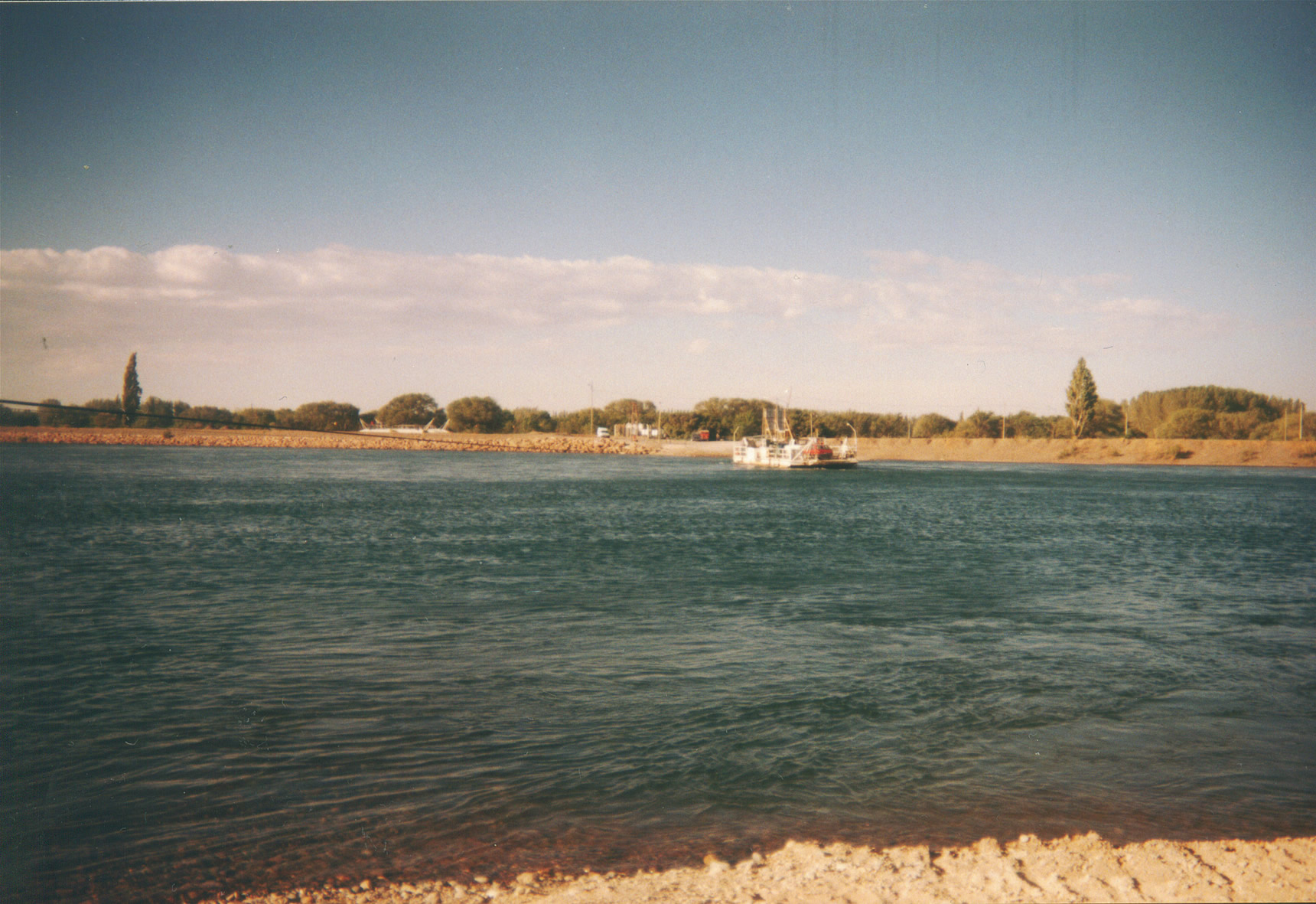
Antigua balsa.

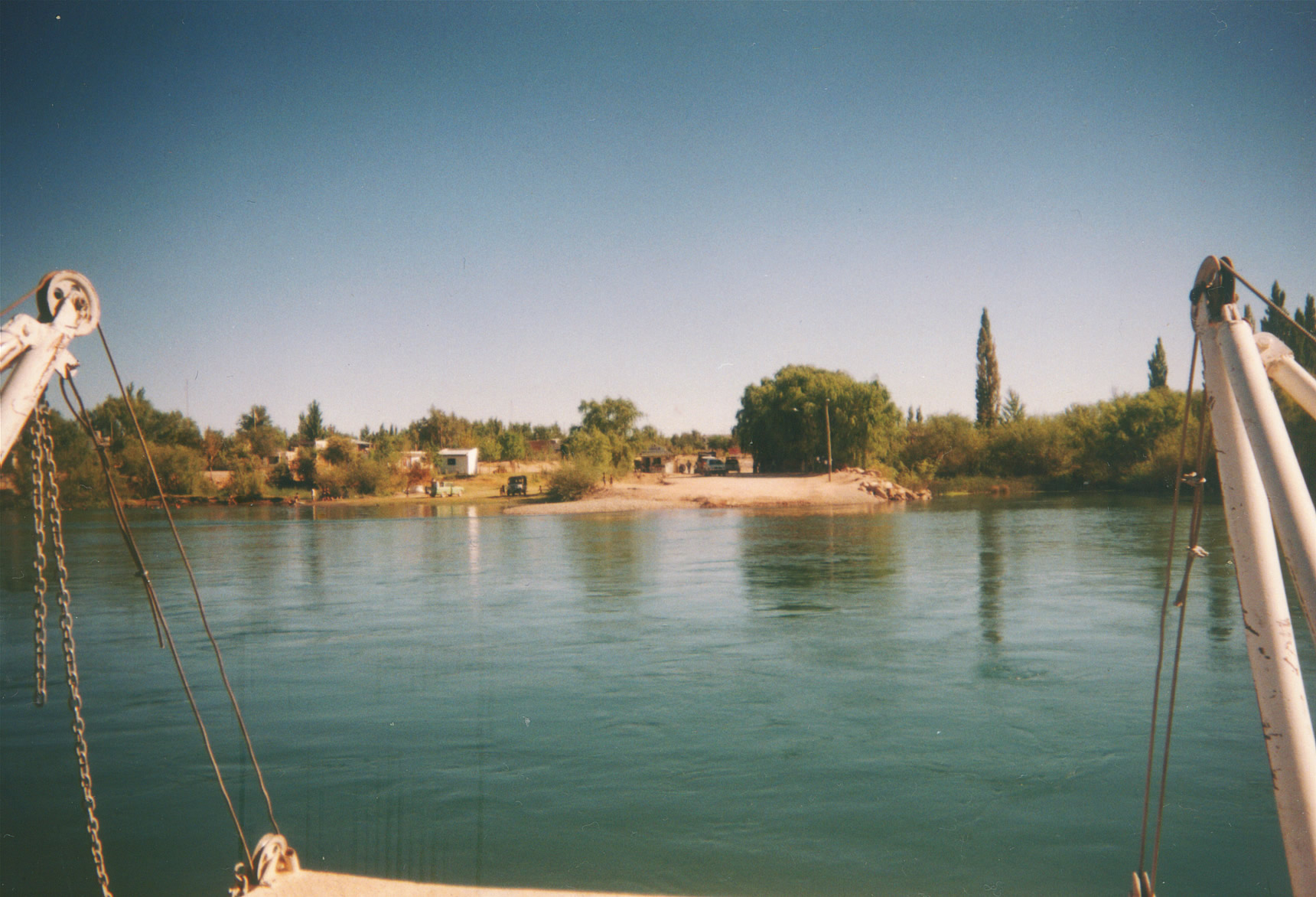
Vista desde la balsa.

La historia de la localidad está atada a la de sus pioneros, el pediatra Miguel Juan Lembeye, quien, junto a su cuñado el médico Guillermo Iribarne,  forman, en 1958, Forestadora del Limay, empresa que adquirió las tierras donde está la localidad. En 1967 Lembeye se instala en el lugar junto a su familia. Se abrieron caminos, canales de riego y una incipiente forestación. Parte de las tierras fueron vendidas y en ellas comenzó la producción fruti-hortícola. Un transbordador de cable a reacción (llamado localmente balsa) operado por la Dirección de Vialidad de la provincia de Neuquén servía de comunicación hacia la orilla neuquina; de aquí que el lugar solía llamarse Balsa Las Perlas, y aún se sigue llamando a la localidad simplemente Balsa. Se construyeron casas para los trabajadores rurales, una escuela, un edificio para oficina de correos, etc. También se cedieron tierras para quien quisiera construir y vivir allí. En el año 1986 la legislatura de Río Negro aprueba la ley 2097 por la cual se expropian las tierras que estaban ocupando los habitantes.
En el año 1987 la Legislatura de la provincia de Río Negro aprueba la Ley 2189 por la cual se extiende el ejido de Cipolletti sobre el departamento El Cuy incluyendo a Las Perlas.
El 80% de las tierras que ocupa el aglomerado fue donado por la empresa Forestadora del Limay. Lembeye regaló tierras e incluso casas a los habitantes para construir el pueblo. También la empresa fue quien pagó el tendido de la red eléctrica. Hizo calles, donó elementos esenciales para la sala de primeros auxilios y sigue hoy donando tierras para que el pueblo crezca.
En el año 2000 se construye un puente carretero hacia la orilla neuquina y la balsa dejó de ser necesaria.
El puente fue donado por la empresa Forestadora del Limay, el dinero fue obtenido de un juicio que la empresa le ganó a la provincia de Río Negro por irregularidades en la expropiación.
Por su ubicación; cercana a la ciudad más importante de la región, Neuquén, y su distancia a la ciudad de la que depende administrativamente, Cipolletti; Las Perlas está en una situación difícil: Neuquén no se siente en obligación de resolver sus problemas y Cipolletti está muy lejos para poder hacerlo. Por esto es que, desde su consolidación como localidad, los pobladores están exigiendo mayor autonomía de Cipolletti o, directamente, convertirse en municipio. Esta exigencia fue históricamente ignorada por las autoridades rionegrinas, aunque en los últimos años están habiendo avances.

## Educación
Las Perlas actualmente cuenta con el jardín de infantes N°114, un Espacio de Arte, una escuela primaria N°247 y una escuela secundaria Río Negrina N°124. 

### La ESRN N°124
La escuela funciona hace 13 años en el turno vespertino y cuenta con una matrícula aproximada a 200 estudiantes. Se trata de una escuela diurna, pero que funciona en otro horario porque no cuenta con un edificio propio. Los estudiantes asisten a clases en las instalaciones de la escuela N°247, en el horario de 17hs a 23hs. 
En noviembre de 2017 se licitó la obra para construir un espacio propio para la secundaria 124. Al siguiente mes, se llevó a cabo la convocatoria para empresas que ofrecían sus servicio para desarrollar el proyecto. En mayo del 2018, la firma Urban S.A. fue seleccionada y se le otorgó un plazo de ejecución de 480 días para concluir con los trabajos. Las tareas comenzaron pero nunca fueron terminadas.

## Población
Contó con 2,182 habitantes (Indec, 2010), lo que representó un marcado incremento del 135% frente a los 928 habitantes (Indec, 2001) del censo anterior.
El censo 2022 registró una población de 4184 habitantes que se repartieron entre 2189 hombres y 1986 mujeres. Sin embargo, las cifras obtenidas fueron estimativas solo teniendo en cuenta a la población en viviendas particulares; es decir, excluyendo del dato a la población institucional y las personas sin hogar. Gracias a este censo también fue posible conocer su densidad y tamaño urbano.
| Gráfica de evolución demográfica de Las Perlas entre 1991 y 2022 |
|                                                                  |
| Fuente: Censos nacionales del INDEC                              |

## Vías de comunicación

### Caminos

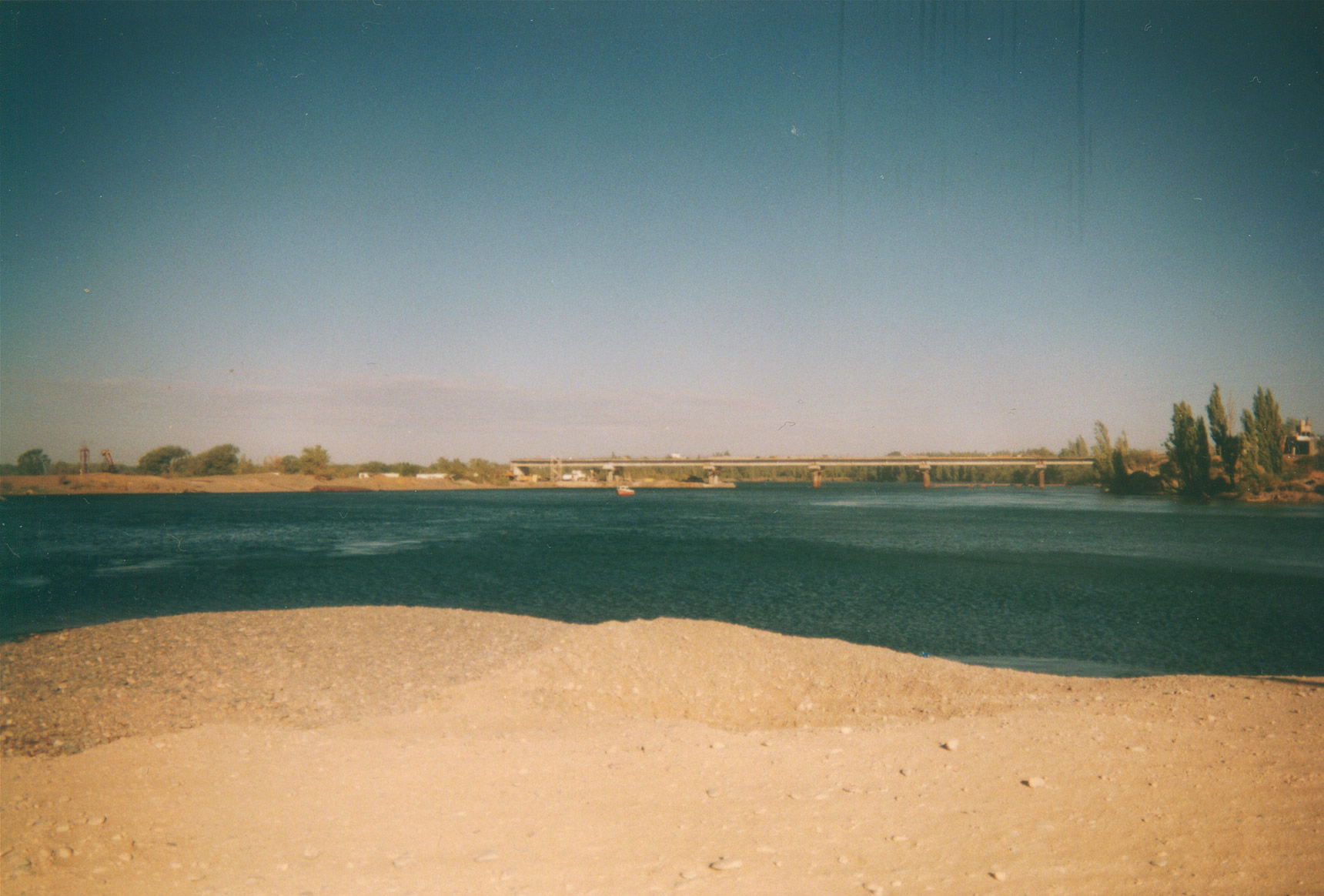
Puente sobre el río Limay.

Actualmente la principal vinculación de la localidad es el puente que la comunica con Neuquén, luego del cual, a lo largo de 3800 m por las calles Esquel y San Ignacio, se accede al barrio Valentina Sur Urbano. De allí, y siguiendo 1100 m por la calle Catán Lil, se llega a la ruta nacional 22. Este cruce está a 1400 m al este del acceso al Aeropuerto Internacional Presidente Perón y a 5600 m al oeste del centro de la ciudad. 
Por el lado de Río Negro, la localidad está vinculada con la ruta provincial N.º 7 que es un camino de ripio y a la que se llega por un acceso de 2800 m y la comunica con la balsa y futuro puente de Isla Jordán ubicados a 20 km desde el cruce. Esta ruta sigue su recorrido hacia el este pasando por Paso Córdoba y Valle Azul.

### Servicio público de transporte de pasajeros
La línea 102 de la empresa de transporte público urbano de Neuquén, Indalo, comunica el centro de la ciudad con la cabecera neuquina del puente.